# Museu do Lixo (Parque Ecológico do Guarapiranga)
Este Museu do Lixo se localiza no Parque Ecológico do Guarapiranga na zona sul de São Paulo. Seu acervo é composto por objetos encontrados na Represa de Guarapiranga. Tem como objetivo conscientizar a população sobre a sustentabilidade e práticas corretas do descarte do lixo. Sua visitação é agendada. Seu principal público é escolar.
A idéia da criação deste museu existe desde abril do ano 2000 quando foi realizado um mutirão de limpeza que retirou 10 toneladas de lixo da represa. Possui mais de 300 peças encontradas na água da represa entre 1999 e 2001.